# UCI-B-Weltmeisterschaften 2007
Die UCI-B-Weltmeisterschaften 2007 auf Bahn und Straße fanden vom 26. Juni bis 1. Juli in Kapstadt statt. Sie dienten als Qualifikation für die Olympischen Spiele 2008 für Sportler aus solchen Ländern, die aufgrund ihrer Weltranglisten-Platzierung nicht an den üblichen Weltmeisterschaften teilnehmen konnten. Die Bahnwettbewerbe wurden im Bellville Velodrome veranstaltet.
Nach 2007 wurden die B-Weltmeisterschaften vorerst eingestellt.

## Männer
| Wettbewerb          | Gold                  | Silber                | Bronze              |
| ------------------- | --------------------- | --------------------- | ------------------- |
| Straßen-Wettbewerbe |                       |                       |                     |
| Straßenrennen       | Ivan Stević           | Erik Hoffmann         | Alexandru Pliușchin |
| Einzelzeitfahren    | Ma Haijun             | Chris Froome          | Eugen Wacker        |
| Bahn-Wettbewerbe    |                       |                       |                     |
| Sprint              | Daniel Novikov        | Gadi Chait            | Elisha Greene       |
| Keirin              | Gadi Chait            | Daniel Novikov        | José Sochon Gudiel  |
| Zeitfahren          | Samai Samai           | Abdelbasset Hannachi  | Gadi Chait          |
| Einerverfolgung     | Alexandru Pliușchin   | Radoslaw Konstantinow | Chris Willemse      |
| Punktefahren        | Radoslaw Konstantinow | Milton Wynants        | Nolan Hoffman       |
| Scratch             | Alexei Ljalko         | Radoslaw Konstantinow | Milton Wynants      |

## Frauen
| Wettbewerb          | Gold                      | Silber                    | Bronze         |
| ------------------- | ------------------------- | ------------------------- | -------------- |
| Straßen-Wettbewerbe |                           |                           |                |
| Straßenrennen       | Huang Xiaomei             | Gao Min                   | Gu Sung-eun    |
| Einzelzeitfahren    | Monrudee Chapookam        | Gu Sung-eun               | Ilze Bole      |
| Bahn-Wettbewerbe    |                           |                           |                |
| Sprint              | Sakie Tsukuda             | Tracey Van Niekerk        | Carla Rabie    |
| Keirin              | Sakie Tsukuda             | Carla Rabie               | Satomi Wadami  |
| Zeitfahren          | Joanne Van der Westhuizen | Paola María Salazar Rabbe | Atika Sabib    |
| Einerverfolgung     | Evelyn García             | Satomi Wadami             | Ronel van Wyk  |
| Punktefahren        | Satomi Wadami             | Evelyn García             | Ronel van Wyk  |
| Scratch             | Satomi Wadami             | Tracey Van Niekerk        | Lynette Burger |